# Itagaki Nobukata
Itagaki Nobukata (板垣 信方?; 1489 – 23 marzo 1548) è stato un samurai giapponese del clan Takeda.
Nobukata servì sia Takeda Nobutora che Takeda Shingen e gli fu anche assegnato di seguire il giovane Shingen. Nel 1541 Nobutora fu estromesso dalla guida del clan, e lui servì Shingen come generale spesso guidando le truppe nelle battaglie quando Shingen non poteva. Nel 1545 catturò con successo il castello di Takato. Nel 1546 sconfisse Uesugi Norimasa a Usui Toge. Con queste vittorie che furono decisive per guadagnarsi il controllo dello Shinano si dimostrò un abile stratega.
Dopo queste vittorie Nobukata diventò sempre più egoista ed iniziò a compiere cerimonie di vittoria senza aver vinto concretamente le battaglie. Queste vittorie calarono rapidamente. Dal momento che Nobukata era il servitore più anziano ed aveva educato Shingen pochi criticavano le sue azioni. Nel 1547 Nobukata ed i suoi uomini furono spazzati via in una battaglia contro il clan Murakami, e senza il salvataggio tempestivo di Hara Toratane, pure Nobukata sarebbe stato in pericolo. Shingen scrisse il seguente waka a Nobukata per confortarlo:
Nel 1548 durante la battaglia di Uedahara, Nobutaka, soddisfatto per la presunta vittoria, tenne una cerimonia. Le truppe di Murakami Yoshikiyo si riorganizzarono e contrattaccarono, uccidendo Nobutaka e Amari Torayasu.
È anche conosciuto come uno dei ventiquattro generali di Takeda Shingen.
Il politico del periodo Meiji Itagaki Taisuke era un discendente diretto di Nobukata.